# Edward Johnston Alexander
Edward Johnston Alexander (* 31. Juli 1901 in Asheville, North Carolina; † 1985) war ein US-amerikanischer Botaniker. Sein offizielles botanisches Autorenkürzel lautet „Alexander“.
Er war am New York Botanical Garden tätig. Sein Spezialgebiet waren die Kakteengewächse (Cactaceae). Für die Flora of North America des US-amerikanischen Botanikers Nathaniel Lord Britton trug er zu Band 19 Nummer 1 „Pontederiaceae“ (1937) bei, zusammen mit E. E. Sheriff zum Band 2 der zweiten Serie „Compositae-Coreopsidinae“ (1955). Alexander war Herausgeber der Addisonia.

## Werke
- zusammen mit Carol H. Woodward: Flora of The Unicorn Tapestries. 1941.
- Succulent Plants of New and Old World Deserts. 1942.